# Gruppo del Gran Pilastro
Il Gruppo del Gran Pilastro (detto anche Catena Principale della Zillertal i.s.a - Hochfeilergruppe oppure Zillertaler Hauptkamm i.w.S. in tedesco) è un massiccio montuoso delle Alpi della Zillertal (più particolarmente delle Alpi Aurine). Si trova in Italia (Trentino-Alto Adige) ed in Austria (Tirolo). Prende il nome dalla montagna più significativa: il Gran Pilastro.

## Collocazione

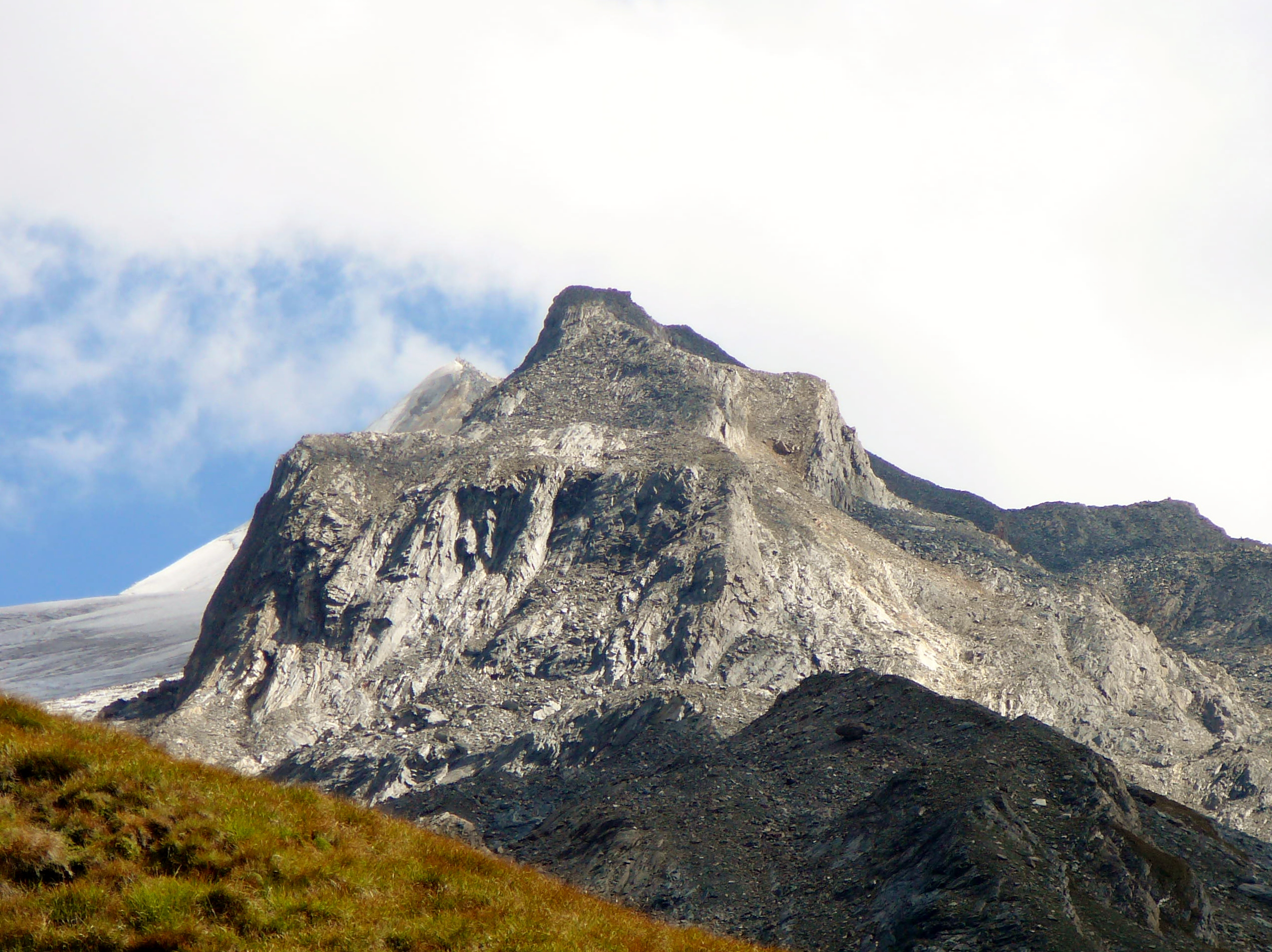
Il Gran Pilastro.

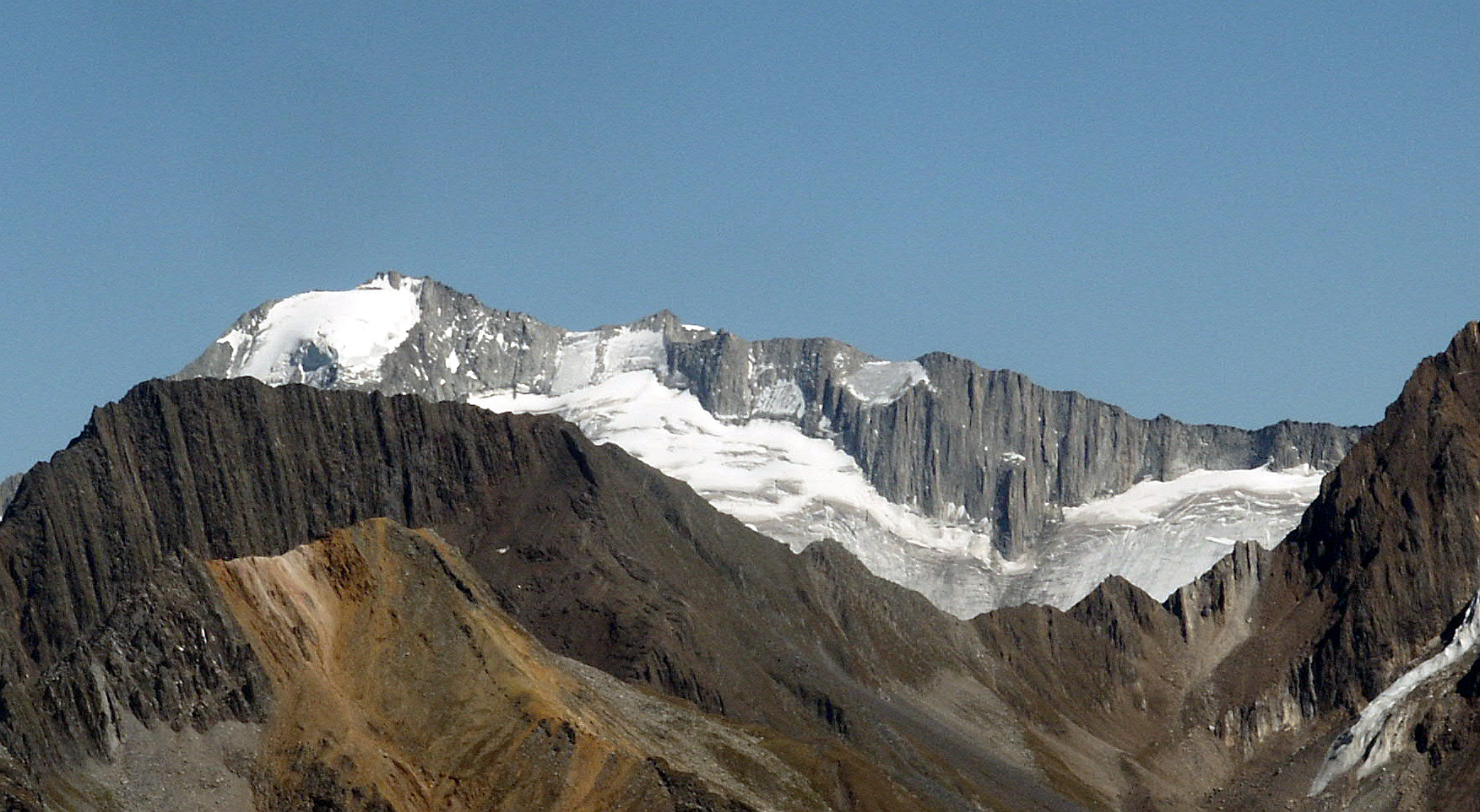
Gran Mèsule

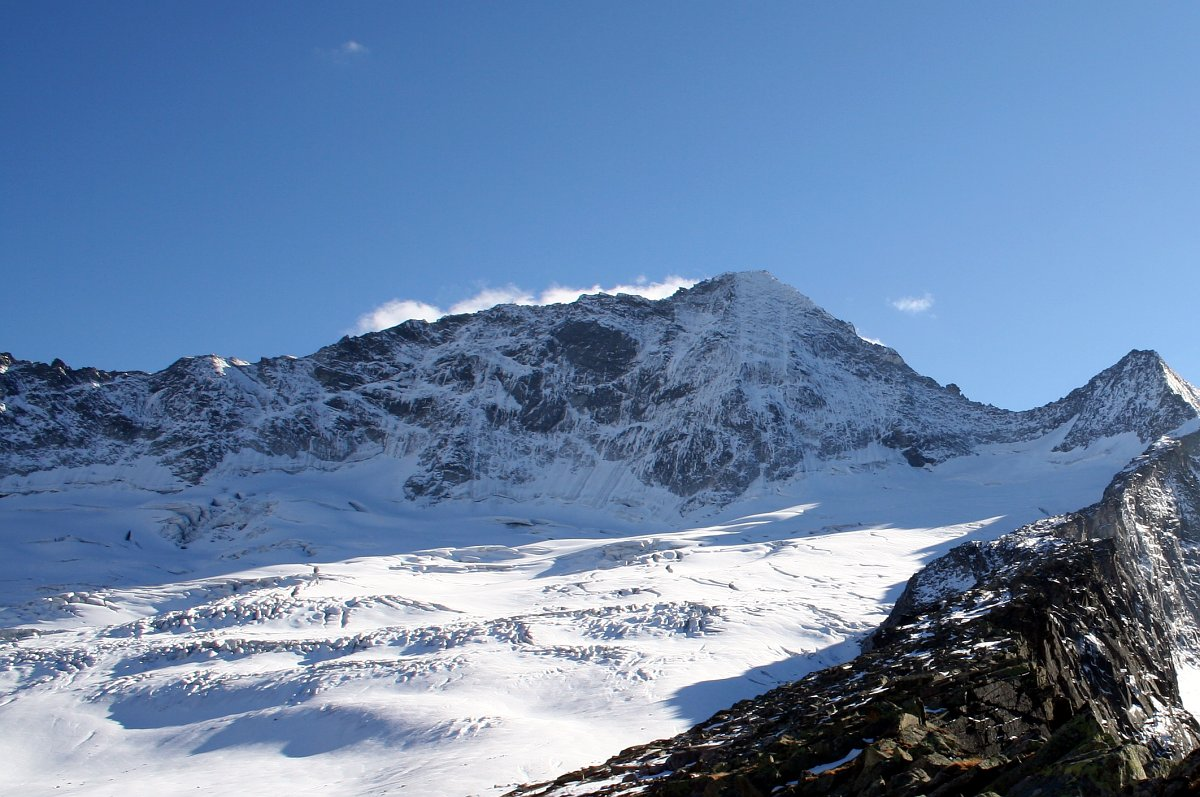
Cima di Campo

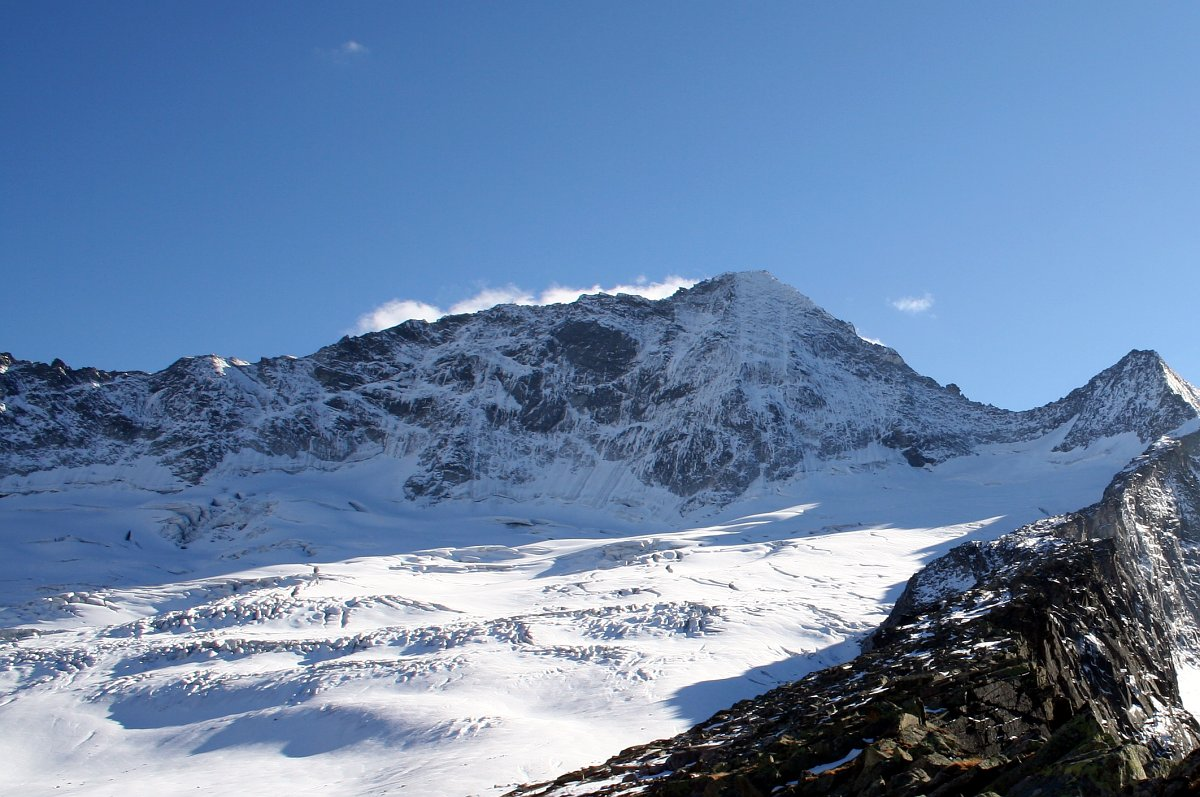
Monte Lovello

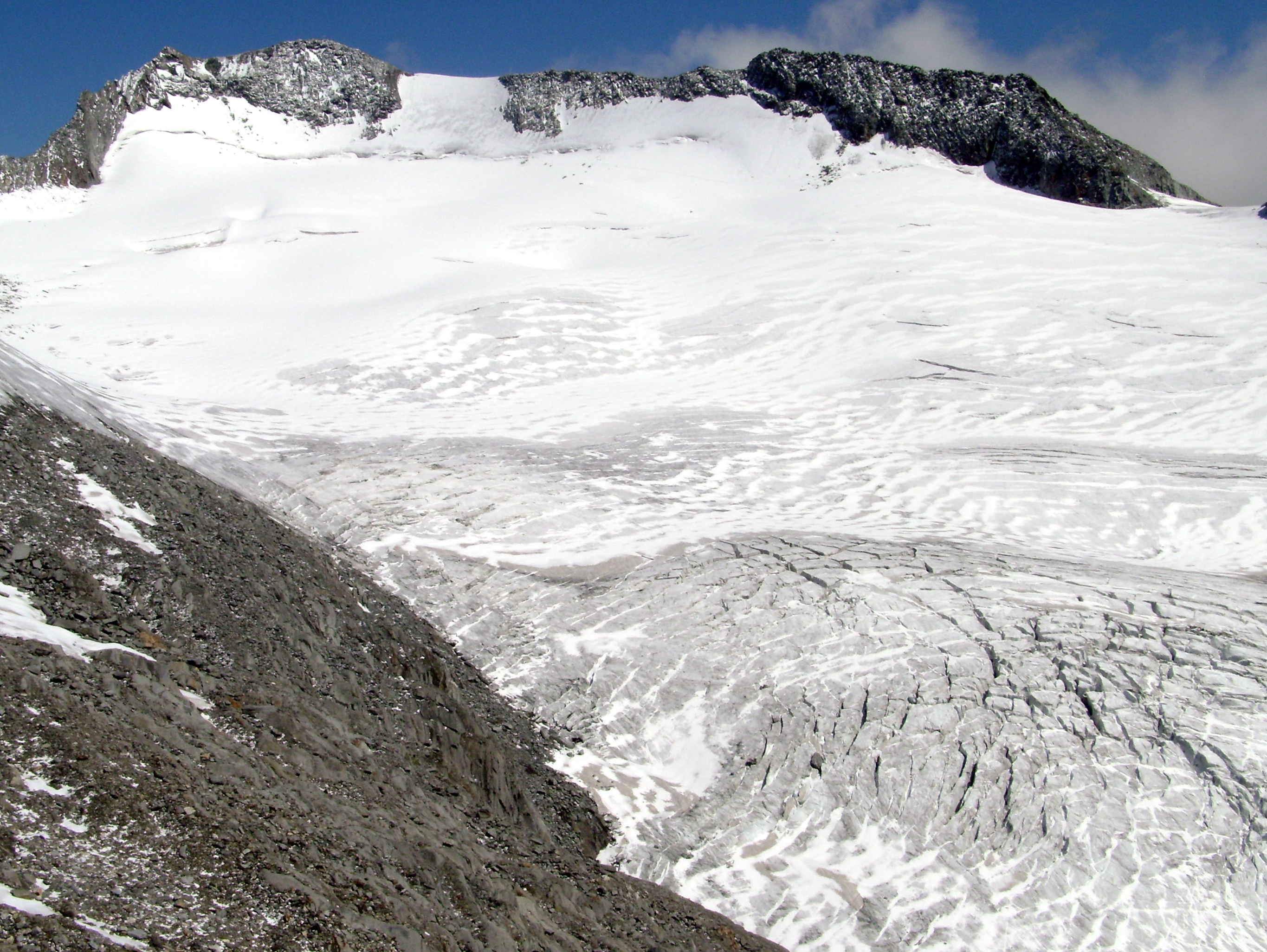
Punta Bianca

Secondo le definizioni della SOIUSA il Gruppo del Gran Pilastro ha i seguenti limiti geografici: Passo di Vizze, Valle dello Zamser Grund, Zillergrund, Heilig Geist Jöchl, Valle Aurina, Valle di Rio Bianco, Passo di Neves, Passo Ponte di Ghiaccio, Forcella Bassa della Punta Bianca, Passo di Vizze.
Essa raccoglie la parte centrale delle Alpi della Zillertal.

## Classificazione
La SOIUSA definisce il Gruppo del Gran Pilastro come un supergruppo alpino e vi attribuisce la seguente classificazione:
- Grande parte = Alpi Orientali
- Grande settore = Alpi Centro-orientali
- Sezione = Alpi dei Tauri occidentali
- Sottosezione = Alpi della Zillertal
- Settore di sottosezione = Alpi Aurine
- Supergruppo = Gruppo del Gran Pilastro
- Codice =  II/A-17.I-B

## Suddivisione
Il Gruppo del Gran Pilastro viene suddiviso in tre gruppi e sette sottogruppi:
- Catena Gran Pilastro-Punta di Valle (3)[2]
- Catena Nord-occidentale della Zillertal (4)[3]
  - Dorsale dell'Hochsteller (4.a)
  - Dorsale del Greiner (4.b)
  - Dorsale Mörchen-Igent (4.c)
    - Costiera del Mörchen (4.c/a)
    - Costiera dell'Igent (4.c/b)

  - Dorsale del Floiten (4.d)
  - Dorsale dell'Ahorn (4.e)
- Catena Cima Cadini-Monte Fumo (5)
  - Costiera della Cima Cadini (5.a)
  - Costiera del Monte Fumo (5.b)

## Montagne
Le montagne principali appartenenti al Gruppo del Gran Pilastro sono:
- Gran Pilastro (Hochfeiler) - 3.510 m
- Grande Mèsule (Großer Möseler) - 3.479 m
- Olperer - 3.476 m
- Gran Vedretta (Hochfernerspitze) - 3.463 m
- Cima di Campo (Turnerkamp) - 3.418 m
- Schrammacher - 3.410 m
- Fußstein - 3.380 m
- Monte Lovello (Großer Löffler) - 3.376 m
- Punta Bianca (Hoher Weißzint) - 3.371 m
- Sasso Nero (Schwarzenstein) - 3.368 m
- Monte Fumo (Rauhkofel) - 3.251 m
- Punta di Valle - 3.210 m
- Grosser Greiner - 3.199 m
- Floitenspitze - 3.195 m
- Kleinspitze - 3.170 m
- Hochsteller - 3.097 m
- Großer Igent - 2.916 m